# أخطبوط أزرق الحلقات مبقع
أخطبوط أزرق الحلقات مبقع (الاسم العلمي:Hapalochlaena maculosa) (بالإنجليزية: Southern blue-ringed octopus)‏ هو نوع من الرخويات يتبع جنس الأخطبوط الأزرق الحلقات من فصيلة الأخطبوطات.